# Palaeorhiza purpurea
Palaeorhiza purpurea är en biart som beskrevs av Hirashima 1978. Palaeorhiza purpurea ingår i släktet Palaeorhiza och familjen korttungebin. Inga underarter finns listade i Catalogue of Life.